# يعقوب تيرنر
يعقوب تيرنر (بالعبرية: יעקב טרנר) (27 فبراير 1935 - 27 أكتوبر 2024)، هو قائد عسكري عسكري وسياسي إسرائيلي شغل منصب رئيس بلدية بئر السبع. قبل انتخابه رئيسًا للبلدية، كان طيارًا في سلاح الجو الإسرائيلي ورئيس شرطة البلاد. وهو مؤسس ورئيس متحف سلاح الجو الإسرائيلي.
كان سياسيًا إسرائيليًا شغل منصب رئيس بلدية بئر السبع السابع (1998–2008)، والمفتش العام العاشر لشرطة إسرائيل (1990–1993). قبل ذلك، كان طيّارًا مقاتلًا، وعقيدًا في سلاح الجو الإسرائيلي. وهو المبادر إلى تأسيس متحف سلاح الجو في حتسريم ورئيسه فيما بعد.

## حياته
وُلد ترنر في كفار يونا لزفي ترنر، المولود في هنغاريا، ودينا من عائلة روزنفلد، المولودة في بولندا.
التحق بجيش الدفاع الإسرائيلي عام 1953. بدأ دورة الطيران رقم 17، لكنه استُبعد منها. انضم لاحقًا إلى دورة أخرى، رقم 22، وأنهاها بنجاح عام 1957. بعد الدورة، التحق بدورة تدريب متقدمة (كام) على طائرة داسو أوراغان في السرب 113 ("الدبّور") في قاعدة حتسور. بعد ذلك، خضع لتأهيل على طائرة داسو ميستير 4. بين عامي 1957–1963، خدم كطيّار مقاتل في السرب 109 ("المرج"). في عام 1963، بدأ بقيادة طائرة ميراج 3، وكان جزءًا من طاقم استيعاب الطائرة في السرب 117 ("النفّاث الأول") في قاعدة رمات دافيد. في السنوات التالية، خدم كمدرّس في مدرسة الطيران التي كانت في قاعدة تل نوف، ولاحقًا عُيّن قائدًا لسرب في مدرسة الطيران.
منذ أواخر خمسينيات القرن الماضي، بدأ يكتب عمودًا فكاهيًا عن حياة سلاح الجو في النشرة العسكرية الخاصة بالسلاح.
في حرب الأيام الستة، قاد السرب 107 ("فرسان الذيل البرتقالي")، الذي كان حينها سرب طائرات أوراغان. خلال الحرب، قاد تشكيلات هجومية لضرب المطارات ضمن عملية "موكد". في إحدى الطلعات، حين قاد تشكيلًا رباعيًا لمهاجمة قوة مدرعة أردنية، أُصيبت طائرته بنيران مضادة للطائرات، لكنه تمكّن من الهبوط بها في إسرائيل رغم الأضرار.
من سبتمبر 1967 حتى يوليو 1969، بما في ذلك خلال حرب الاستنزاف، قاد السرب 110 ("فرسان الشمال")، الذي كان سرب طائرات فوتر الفرنسية. في حرب الاستنزاف، فقد نائبيه، نفتالي بورات ويتسحاق (آكي) أرتسي. لاحقًا، خدم كمدرّب رئيسي في مدرسة الطيران، ثم كقائد سرب طيران في تل نوف. في عام 1972، عُيّن قائدًا لمدرسة الطيران.
في حرب يوم الغفران، شارك تيرنر كطيّار فانتوم في السرب 107، الذي كان يعمل حينها من قاعدة حتسريم. بعد حصوله على اللقب الأول في علوم السلوك من جامعة بن غوريون، عُيّن عام 1975 رئيسًا لقسم التدريب في سلاح الجو ضمن لواء الطيران. في عام 1977، رُقّي إلى رتبة عميد (تات-ألوف)، وبين 1977–1981 قاد قاعدة حتسريم. بعدها شغل منصب رئيس لواء القوى البشرية في سلاح الجو (1981–1985)، وبعده أنهى خدمته في الجيش الإسرائيلي برتبة عميد بعد 32 عامًا من الخدمة. كطيّار مقاتل، نفّذ تيرنر أكثر من 300 طلعة جوية عملياتية.
بادر تيرنر إلى إنشاء متحف سلاح الجو في حتسريم وأداره منذ تأسيسه وحتى عام 2015. حتى بعد تقاعده من الجيش، واصل قيادة طائرات المتحف، حتى بلغ سن 75 عامًا.

## خدمته في شرطة إسرائيل
بعد تسريحه من الجيش، التحق ترنر بشرطة إسرائيل، حيث شغل منصب رئيس شعبة القوى البشرية (المعروفة اليوم باسم شعبة الموارد البشرية) بين الأعوام 1985–1989، ثم شغل منصب قائد لواء المركز بين 1989–1990. في 1 نيسان/أبريل 1990، مُنح ترنر رتبة "راف نيتساف" (مفتش عام) وعُيّن المفتش العام العاشر لشرطة إسرائيل. خلال ثلاث سنوات ولايته كمفتش عام، أسس شرطة المرور القطرية والوحدة الجوية التابعة لشرطة إسرائيل، وطبّق سياسة "الباب المفتوح" للمواطنين في جميع مراكز الشرطة، كما عمل على تحسين ظروف خدمة أفراد الشرطة. ومن منظور سكان بئر السبع والنقب، كان الإنجاز الأبرز في فترته هو تأسيس لواء الجنوب ضمن حدود مدينة بئر السبع.
بعد بضعة أشهر من توليه منصب المفتش العام، في يوم الغفران العبري عام 5751 (29 أيلول/سبتمبر 1990)، صعدت مجموعة كبيرة من المتظاهرين المسلمين باتجاه حائط البراق (الحائط الغربي). أوقفت الشرطة تقدمهم، لكن سقط العديد من الجرحى من الجانبين، واعتُبر الحدث استثنائيًا في حجمه في القدس، وتهديدًا لأمن المصلين في ساحة الحائط. جاءت المظاهرة بعد نشر بيان من قبل دائرة الأوقاف الإسلامية يدعو لمعارضة نية "أمناء جبل الهيكل" لوضع حجر الأساس رمزيًا للهيكل الثالث. في اليوم التالي، عُقد اجتماع أمر فيه رئيس الوزراء يتسحاك شامير وزير الشرطة روني ميلو والمفتش العام ترنر "بخفض التوتر" في القدس. وبناءً عليه، تقرر منع "أمناء جبل الهيكل" من تنفيذ الطقس الرمزي، وتم الإعلان عن القرار ونُقل للأوقاف. في صلاة الجمعة، 5 تشرين الأول/أكتوبر 1990 (عيد العُرش العبري)، أعلن المؤذن أنه يجب منع إقامة مراسم وضع حجر الأساس المقررة بعد يومين.
في يوم الاثنين، 8 تشرين الأول/أكتوبر 1990، أُلقي وابل من الحجارة من منطقة الحرم القدسي باتجاه المصلين والزوار في ساحة البراق، وتم إخلاء نحو 20,000 شخص من المكان بعد إصابة عدد منهم. تعرض رجال الشرطة في الحرم للهجوم، وتم إخلاء مركز الشرطة هناك وأُضرمت فيه النيران. ردّت الشرطة على أعمال الشغب بإطلاق نار حي، مما أسفر عن مقتل 17 شخصًا من المتواجدين في الحرم. في ظهور تلفزيوني في اليوم التالي، ورغم الانتقادات الشديدة، أعلن تيرنر أنه يؤيد قرار الشرطة وإجراءاتها، لا سيما في ضوء الهجوم على المصلين في ساحة البراق من داخل الحرم، في سابقة هي الأولى منذ تحرير المدينة القديمة في حرب الأيام الستة.
أنهى تيرنر مهامه كمفتش عام عام 1993.
منذ عام 2002، شغل تيرنر منصب رئيس الفرع الإسرائيلي للمنظمة الدولية للشرطة – IPA.
رئيس بلدية بئر السبع
قبل أن يتولى ترنر رئاسة بلدية بئر السبع، تلقى عروضًا للترشح لرئاسة بلدية تل أبيب ورمات غان، لكنه رفض تلك العروض قائلًا: "إذا أصبحتُ رئيس بلدية، فسيكون فقط لمدينة بئر السبع". في عام 1998 انتُخب رئيسًا لبلدية بئر السبع، وفي عام 2003 انتُخب لولاية ثانية بعد أن حصل على 48.29% من الأصوات. تيرنر ترأس قائمة "بئر السبع 1"، وهي قائمة محلية مدعومة من قبل حزب العمل. ومع تأسيس حزب كديما عام 2005، أعلن دعمه له.
بصفته رئيسًا للبلدية، وضع ترنر نصب عينيه بناء مشروعين أساسيين كانا ينقصان المدينة: قصر ثقافة وملعب كرة قدم. تم الانتهاء من قصر الثقافة (مركز الفنون) خلال ولايته، بينما بُني الملعب بعد نهاية ولايته وأُطلق عليه اسمه. كذلك، استثمر في مؤسسات التعليم والرعاية الاجتماعية في المدينة، وجنّد أموالًا لمشروع حديقة وادي بئر السبع ولمتنزّه الهايتك.
في انتخابات السلطات المحلية عام 2008، تغلّب عليه روبيك دانيلوفيتش بعد أن حصل على 60.39% من الأصوات.
انتقل ترنر للسكن في مدينة رمات هشارون، واستمر في التطوّع في متحف سلاح الجو في قاعدة حتسريم.
الحياة الشخصية
كان ترنر متزوجًا من أريئيلا حتى وفاتها عام 2017. ورُزق الزوجان بثلاثة أبناء، اثنان منهم طيّارون. أما ابنة شقيقه، كيرن ترنر أَيَل، فقد شغلت سابقًا منصب المديرة العامة لوزارة المالية ووزارة المواصلات.
توفي ترنر في 27 تشرين الأول/أكتوبر 2024 عن عمر يناهز 89 عامًا.